# Tweede Poolse Republiek

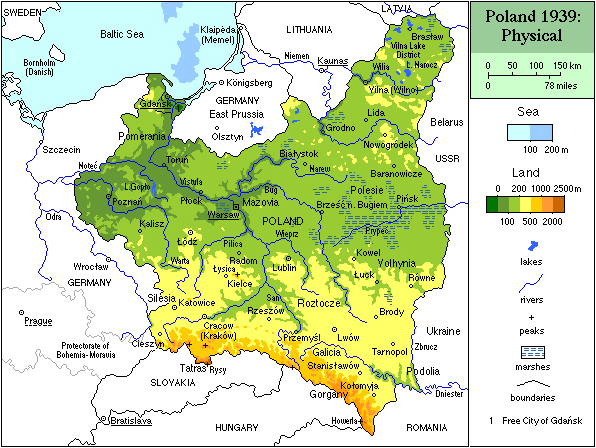
Tweede Poolse Republiek in 1939

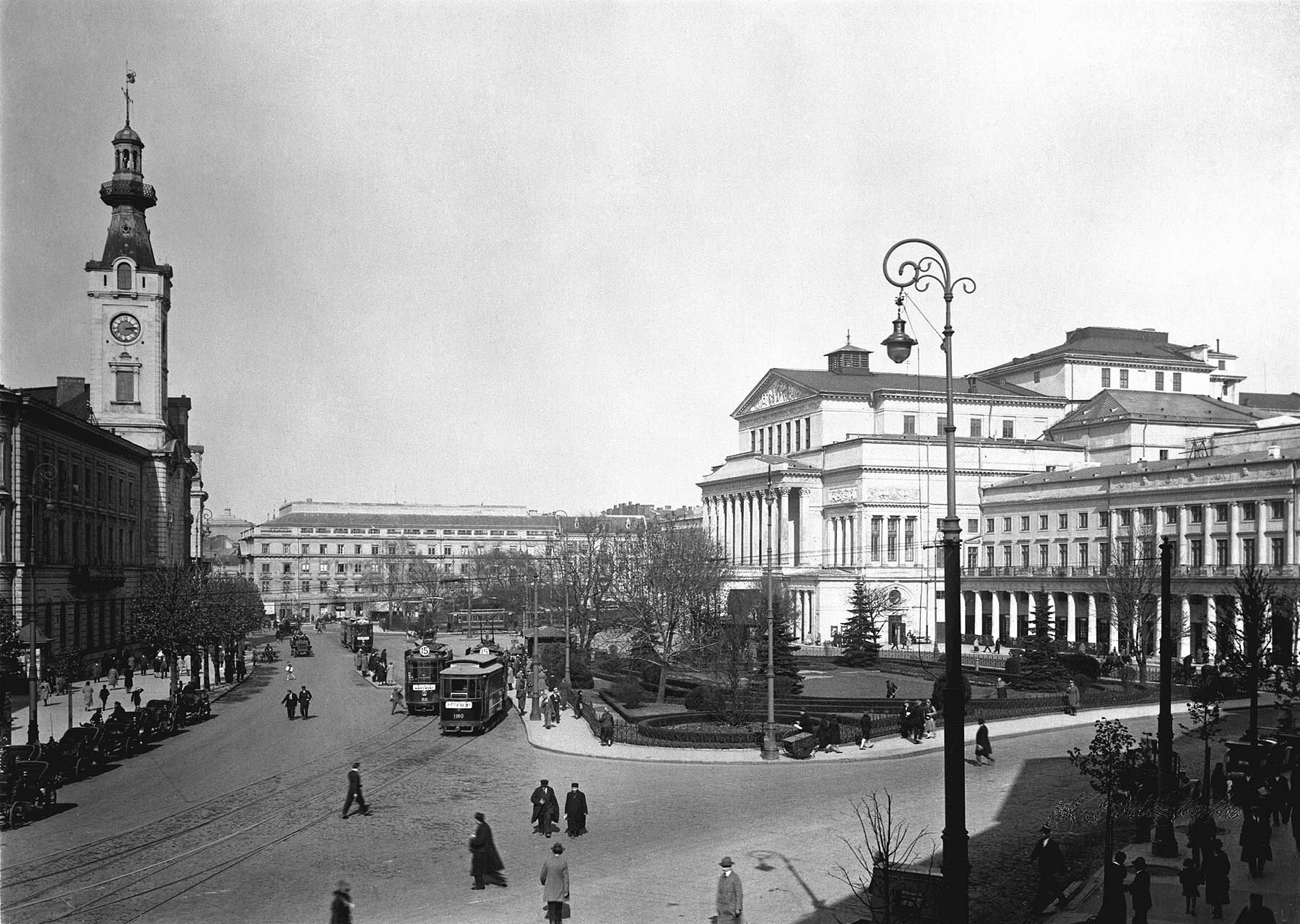
Warschau 1925

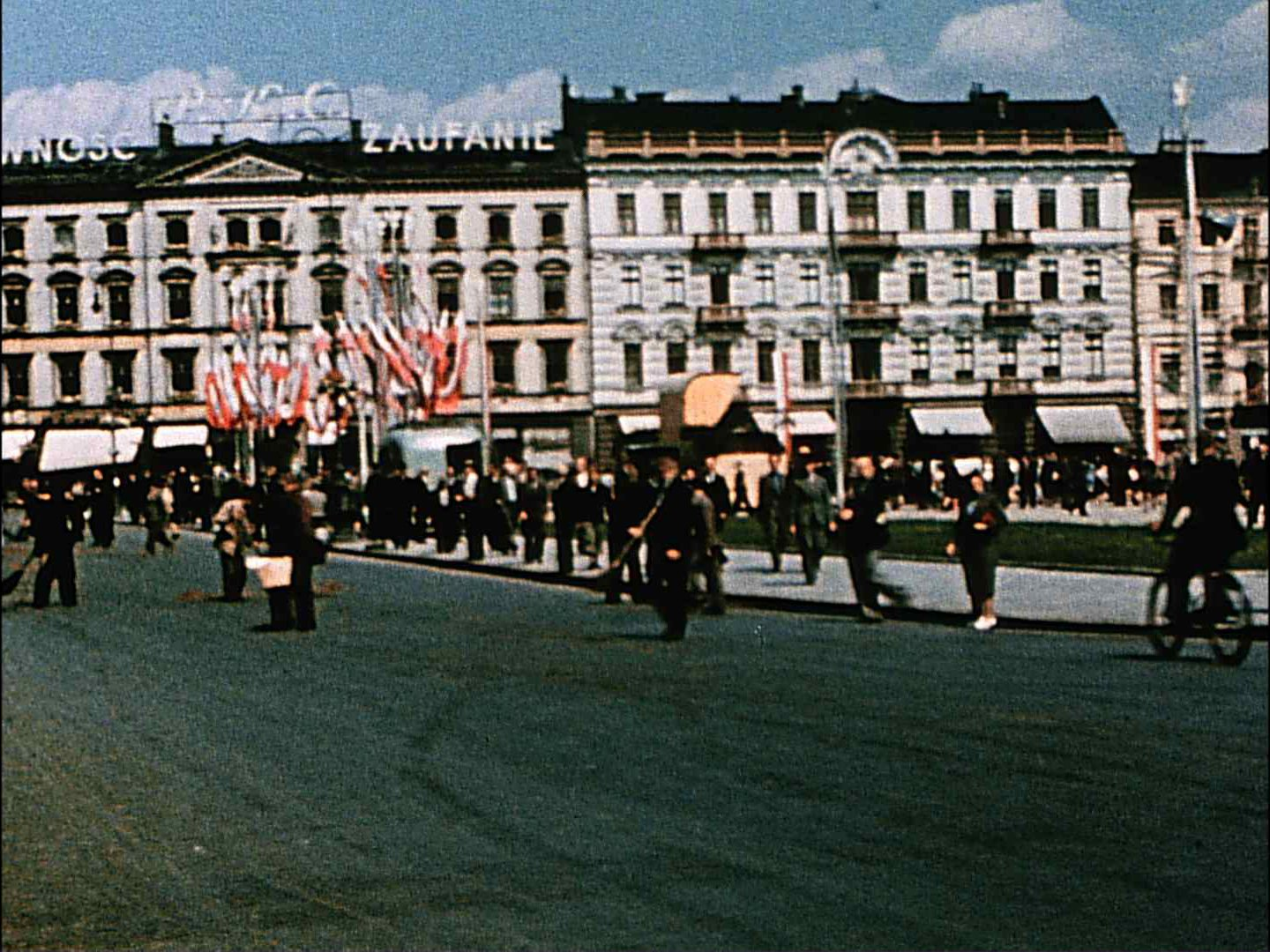
Warschau 1939

De Tweede Poolse Republiek, officieel de Republiek Polen is in de periode 1921 tot 1939, tussen de Eerste en de Tweede Wereldoorlog naam voor Polen. De naam werd vooral in Polen zelf gebruikt.
In 1921 had de republiek een oppervlakte van 388,6 duizend vierkante kilometer, waarmee zij qua oppervlakte de zesde staat van Europa vormde. Bij de volkstelling in datzelfde jaar werden 27,2 miljoen inwoners geteld. In 1939, vlak voor het uitbreken van de Tweede Wereldoorlog, was dit aantal gegroeid tot een geschatte 35,1 miljoen inwoners. Hiervan bestond circa een derde uit minderheden (17% Oekraïners en Witrussen, 10% joden, 5% Duitsers, 1% Litouwers, Russen en Tsjechen).

## Ontstaan
Sinds de Poolse delingen had Polen effectief opgehouden te bestaan en was het grondgebied verdeeld tussen Oostenrijk-Hongarije, het koninkrijk Pruisen en het keizerrijk Rusland. Toen Oostenrijk-Hongarije na de Eerste Wereldoorlog uiteenviel, het Duitse keizerrijk zware verliezen leed en Rusland in een burgeroorlog lag tussen tsaristen en communisten, greep Józef Piłsudski zijn kans en verklaarde Polen onafhankelijk. Hierdoor werd het Regentschapskoninkrijk Polen opgeheven.
In het oosten werd de grens in eerste instantie gelijkgesteld met de Curzon-linie, maar Piłsudski nam daar geen genoegen mee en trok ten strijde tegen Rusland in wat ook wel de Brest-Litovsk Oorlog genoemd wordt.
Na deze oorlog werden de grenzen in de vrede van Riga opnieuw vastgesteld. Hiermee werd bepaald dat het gebied van het voormalige Regentschapskoninkrijk Polen werd uitgebreid met zuidoostelijke gebieden van het Duitse keizerrijk, westelijke gebieden van de RSFSR, de republiek Zakopane, de noordwestelijke en westelijke gebieden van de West-Oekraïense en later de Heel-Oekraïense Volksrepubliek, de republiek Lemko, de republiek Komancza, de Galicische SSR, Galicië en Lodomerië, de Republiek Tarnobrzeg en het zuiden van de Wit-Russische Nationale Republiek. Globaal mocht Polen dus na het verdrag gebieden in het westen van het huidige Wit-Rusland en het noordwesten van Oekraïne annexeren. Polen zou deze gebieden tot 1939 behouden, formeel zelfs tot 1945, toen de Sovjet-Unie na afloop van de Tweede Wereldoorlog opnieuw haar grenzen bepaalde.

## Rol van Piłsudski
Na het uitroepen van de onafhankelijkheid trok Piłsudski zich terug uit de politiek in 1922. In de periode die volgde was Polen overgeleverd aan onmachtige regimes die er niet in slaagden het land te stabiliseren. Piłsudski pleegde daarop in 1926 een staatsgreep waarmee Polen een dictatuur werd. Piłsudski zou de leider van het land blijven tot zijn dood in 1935. In zijn autoritaire regeringsperiode verzette hij zich fel tegen het communisme. Dit leverde hem vooral veel steun van de grootgrondbezitters van het grotendeels agrarische Polen op. Het inhalen van de industriële achterstand had voor Piłsudski minder prioriteit, waardoor Polen rond het aanbreken van de Tweede Wereldoorlog economisch nog weinig voorstelde. Piłsudski liet wel de verschillende minderheden, waaronder de omvangrijke Joodse minderheid, in Polen met rust.

## Internationale rol
De Duitse plannen voor herbewapening vanaf 1933 konden in eerste instantie op veel weerstand van de Tweede Poolse Republiek rekenen. Toen dit verzet geen steun kreeg van bondgenoot Frankrijk, besloot Polen in 1934 een non-agressiepact met de Duitsers te sluiten.
Polen profiteerde nog wel van het vriendschapsverdrag met nazi-Duitsland, door in 1938 bij de kwestie rondom het Tsjecho-Slowaakse Sudetenland een stuk van Tsjecho-Slowakije aan zijn grondgebied te mogen toevoegen. Livna werd al door Polen sinds 1921 geclaimd.

## Ondergang
Polen raakte steeds meer geïsoleerd dankzij een kritische houding tegenover de Duitsers en een zeer slechte relatie met de Sovjet-Unie. Hitler wilde een tweefrontenoorlog voorkomen en zocht daarom toenadering tot de Sovjets. Met het Molotov-Ribbentroppact was het lot van de Tweede Poolse Republiek bezegeld: in dit pact werd besloten dat de Sovjet-Unie grote delen in Galicië, Oekraïne, Polen, Rusland en Wit-Rusland kon inlijven, terwijl nazi-Duitsland de westelijke delen van de Tweede Poolse Republiek verkreeg. De Republiek Litouwen kreeg het noordoostelijke gebied en de Eerste Slowaakse Republiek verkreeg het zuidwestelijke gebied.
Een laatste geste van de Tweede Poolse Republiek, enkele uren voor het uitbreken van de oorlog, door Duitsland zijn na de Eerste Wereldoorlog afgestane territoria terug te geven mocht niet baten. Na de Duitse bezetting ging de Poolse regering ondergronds en verbleef van 1939 tot 1940 in Parijs, in 1940 in Algiers en van 1940 tot 1990 in Londen in ballingschap.